# Chico (Californië)
Chico is een Amerikaanse stad in het noorden van Californië en behoort tot Butte County. Chico is het regionale culturele en economische centrum van de noordelijke Sacramento Valley en huisvest onder andere de California State University - Chico. De stad draagt de bijnaam "City of Roses".
Volgens de volkstelling van 2010 woonden er ruim 86.000 mensen in Chico; een sterke stijging ten opzichte van de 60.000 in 2000. Nabijgelegen steden in de agglomeratie rond Chico zijn Paradise en Oroville. Enkele kleinere plaatsen zijn Durham, Cohasset, Dayton, Hamilton City, Nord en Forest Ranch. De gehele agglomeratie (Chico Metropolitan Area) telt 212.000 inwoners en is daarmee de veertiende grootste van Californië.

## Geografie
Chico ligt aan de noordoostelijke rand van de Sacramento Valley, een van de rijkste landbouwgebieden ter wereld. In het oosten ligt het Sierra Nevada-gebergte. 8 km ten westen van de stadsgrenzen ligt de Sacramento River. De totale oppervlakte van de stad bedraagt 85,7 km², waarvan 85,3 km² land is en 0,5 km² (0,52%) water is.

### Plaatsen in de nabije omgeving
De onderstaande figuur toont nabijgelegen plaatsen in een straal van 32 km rond Chico.

## Demografie
De resultaten van de volkstelling van 2010 gaven aan dat Chico een bevolking van 86.187 had. De bevolkingsdichtheid bedroeg 1.005,5/km². De etnische samenstelling was als volgt: 80,8% blank, 4,2% Aziatisch, 2,1% Afro-Amerikaans, 1,4% inheems (Native American) en 0,2% afkomstig van de eilanden in de Stille Oceaan. 6,3% van de bevolking gaf aan van een ander ras te zijn en 5,0% rekende zich tot twee of meer rassen. Van de totale bevolking identificeerde 15,4% zich als Hispanic of Latino.
Er waren 34.805 gezinnen in 2010, waarvan 17.449 families. De gemiddelde gezinsgrootte bedroeg 2,38 personen. Chico heeft een grote bevolkingsgroei doorgemaakt sinds de volkstelling van 2000, toen de bevolking nog 59.954 bedroeg.

## Politiek en bestuur
De stad Chico is een charter city, wat betekent dat het bestuur ervan bepaald wordt door een handvest van de stad zelf, veeleer dan door bepalingen van de staat of de nationale overheid. Zoals de meeste gemeentes en stadjes in Amerika, maakt Chico gebruik van een council-manager system. De gemeenteraad bestaat uit zeven leden die iedere twee jaar door de inwoners van de stad at-large verkozen worden.
Voor de Senaat van Californië ligt Chico in het vierde district, dat vertegenwoordigd wordt door de Republikein Doug LaMalfa. Voor de verkiezing van vertegenwoordigers in het Assembly of lagerhuis van Californië, valt de stad binnen het derde district, dat vertegenwoordigd wordt door de Republikein Dan Logue. Chico maakt momenteel deel uit van het tweede district van Californië voor de verkiezing van een vertegenwoordiger in het Huis van Afgevaardigden. De huidige afgevaardigde is de Republikein Wally Herger.